# Баскетболист года конференции Atlantic Sun
Баскетболист года конференции Atlantic Sun  (англ. Atlantic Sun Conference Men's Basketball Player of the Year) — ежегодная баскетбольная награда, вручаемая по результатам голосования лучшему баскетболисту среди студентов конференции Atlantic Sun (A-Sun), которая входит в первый дивизион NCAA. Голосование проводится среди главных тренеров команд, входящих в конференцию, кроме этого свои голоса тренеры подают после окончания регулярного чемпионата, но перед стартом турнира плей-офф, то есть в начале марта, причём они не могут голосовать за своих собственных игроков. Награда была учреждена и впервые вручена Кэлвину Нэтту из Университета Северо-Восточной Луизианы в сезоне 1978/79 годов.
Конференция официально начала свою деятельность в 1978 году, когда в неё входило восемь команд. Сначала она называлась Trans America Athletic Conference (TAAC), однако в 2001 году за счёт расширения другими видами спорта получила своё нынешнее название. С течением времени, при образовании новых университетов, количество команд в конференции увеличилось до двенадцати (на данный момент их восемь). В 2010-х годах в конференцию включили команду университета Северного Кентукки, а также были переведены в другие конференции команды университета Кэмпбелла, университета Бельмонта, университета Мерсера и государственного университета Восточного Теннесси.
Всего четыре игрока, Вилли Джексон, Джефф Сандерс, Даллас Мур и Дариус Макги, получали эту награду несколько раз, причём лишь Джексон и Макги получали её по три раза. Один раз обладателями данной премии становились сразу два игрока (1998). Чаще других обладателями этого трофея становились баскетболисты Столетнего колледжа Луизианы (6 раз), Чарльстонского колледжа, университета Южной Джорджии, университета Мерсера и университета Либерти (по 4 раза).

## Легенда
|           | Сообладатели награды |
| Игрок (X) | Количество титулов   |

## Победители
| Сезон   | Игрок             | Фото | Университет                                           | Позиция                                     | Год обучения | Примечания |
| ------- | ----------------- | ---- | ----------------------------------------------------- | ------------------------------------------- | ------------ | ---------- |
| 1978/79 | Кэлвин Нэтт       |      | Университет Северо-Восточной Луизианы                 | Лёгкий форвард / Тяжёлый форвард            | Четвёртый    |            |
| 1979/80 | Джордж Летт       |      | Столетний колледж Луизианы                            | Лёгкий форвард / Тяжёлый форвард            | Четвёртый    |            |
| 1980/81 | Бентон Уэйд       |      | Университет Мерсера                                   | Тяжёлый форвард                             | Четвёртый    |            |
| 1981/82 | Вилли Джексон     |      | Столетний колледж Луизианы                            | Лёгкий форвард / Тяжёлый форвард            | Второй       |            |
| 1982/83 | Вилли Джексон (2) |      | Столетний колледж Луизианы                            | Лёгкий форвард / Тяжёлый форвард            | Третий       |            |
| 1983/84 | Вилли Джексон (3) |      | Столетний колледж Луизианы                            | Лёгкий форвард / Тяжёлый форвард            | Четвёртый    |            |
| 1984/85 | Сэм Митчелл       |      | Университет Мерсера                                   | Лёгкий форвард / Тяжёлый форвард            | Четвёртый    |            |
| 1985/86 | Майрон Джексон    |      | Арканзасский университет в Литл-Роке                  | Атакующий защитник / Разыгрывающий защитник | Третий       |            |
| 1986/87 | Брайан Ньютон     |      | Университет Южной Джорджии                            | Лёгкий форвард                              | Четвёртый    |            |
| 1987/88 | Джефф Сандерс     |      | Университет Южной Джорджии                            | Тяжёлый форвард / Лёгкий форвард            | Третий       |            |
| 1988/89 | Джефф Сандерс (2) |      | Университет Южной Джорджии                            | Тяжёлый форвард / Лёгкий форвард            | Четвёртый    |            |
| 1989/90 | Ларри Робинсон    |      | Столетний колледж Луизианы                            | Атакующий защитник / Лёгкий форвард         | Четвёртый    |            |
| 1990/91 | Патрик Грир       |      | Столетний колледж Луизианы                            | Разыгрывающий защитник                      | Четвёртый    |            |
| 1991/92 | Тони Уиндлесс     |      | Университет Южной Джорджии                            | Лёгкий форвард                              | Четвёртый    |            |
| 1992/93 | Кенни Браун       |      | Университет Мерсера                                   | Защитник                                    | Четвёртый    |            |
| 1993/94 | Мэрион Басби      |      | Чарльстонский колледж                                 | Разыгрывающий защитник / Атакующий защитник | Третий       |            |
| 1994/95 | Керри Блэкшир     |      | Стетсонский университет                               | Атакующий защитник / Лёгкий форвард         | Третий       |            |
| 1995/96 | Таддеус Делейни   |      | Чарльстонский колледж                                 | Центровой                                   | Третий       |            |
| 1996/97 | Энтони Джонсон    |      | Чарльстонский колледж                                 | Разыгрывающий защитник / Атакующий защитник | Четвёртый    |            |
| 1997/98 | Марк Джонс        |      | Университет Центральной Флориды                       | Атакующий защитник / Лёгкий форвард         | Четвёртый    |            |
| 1997/98 | Седрик Уэббер     |      | Чарльстонский колледж                                 | Тяжёлый форвард / Лёгкий форвард            | Третий       |            |
| 1998/99 | Рид Роулингс      |      | Сэмфордский университет                               | Тяжёлый форвард                             | Третий       |            |
| 1999/00 | Детрик Голден     |      | Тройский университет                                  | Разыгрывающий защитник                      | Второй       |            |
| 2000/01 | Шернард Лонг      |      | Университет штата Джорджия                            | Атакующий защитник / Лёгкий форвард         | Четвёртый    |            |
| 2001/02 | Томас Террелл     |      | Университет штата Джорджия                            | Лёгкий форвард / Тяжёлый форвард            | Третий       |            |
| 2002/03 | Адам Сонн         |      | Университет Бельмонта                                 | Тяжёлый форвард / Лёгкий форвард            | Четвёртый    |            |
| 2003/04 | Грег Дэвис        |      | Тройский университет                                  | Разыгрывающий защитник / Атакующий защитник | Четвёртый    |            |
| 2004/05 | Майк Белл         |      | Флоридский Атлантический университет                  | Лёгкий форвард / Тяжёлый форвард            | Четвёртый    | [ 1 ]      |
| 2005/06 | Тим Смит          |      | Государственный университет Восточного Теннесси       | Разыгрывающий защитник                      | Четвёртый    | [ 2 ]      |
| 2006/07 | Кортни Пиграм     |      | Государственный университет Восточного Теннесси       | Разыгрывающий защитник / Атакующий защитник | Второй       | [ 3 ]      |
| 2007/08 | Томас Сандерс     |      | Университет Гарднера-Уэбба                            | Разыгрывающий защитник                      | Четвёртый    | [ 4 ]      |
| 2008/09 | Алекс Ренфро      |      | Университет Бельмонта                                 | Разыгрывающий защитник                      | Четвёртый    | [ 5 ]      |
| 2009/10 | Аднан Ходжич      |      | Университет Липскомба                                 | Тяжёлый форвард                             | Третий       | [ 6 ]      |
| 2010/11 | Майк Смит         |      | Государственный университет Восточного Теннесси       | Атакующий защитник                          | Четвёртый    | [ 7 ]      |
| 2011/12 | Торри Крэйг       |      | Провинциальный университет Южной Каролины             | Лёгкий форвард / Тяжёлый форвард            | Второй       | [ 8 ]      |
| 2012/13 | Шервуд Браун      |      | Флоридский университет побережья Мексиканского залива | Атакующий защитник                          | Четвёртый    | [ 9 ]      |
| 2013/14 | Лэнгстон Холл     |      | Университет Мерсера                                   | Разыгрывающий защитник                      | Четвёртый    | [ 10 ]     |
| 2014/15 | Тай Грин          |      | Провинциальный университет Южной Каролины             | Атакующий защитник                          | Четвёртый    | [ 11 ]     |
| 2015/16 | Даллас Мур        |      | Университет Северной Флориды                          | Разыгрывающий защитник                      | Третий       | [ 12 ]     |
| 2016/17 | Даллас Мур (2)    |      | Университет Северной Флориды                          | Разыгрывающий защитник                      | Четвёртый    | [ 13 ]     |
| 2017/18 | Брэндон Гудвин    |      | Флоридский университет побережья Мексиканского залива | Разыгрывающий защитник                      | Четвёртый    | [ 14 ]     |
| 2018/19 | Гаррисон Мэтьюз   |      | Университет Липскомба                                 | Атакующий защитник                          | Четвёртый    | [ 15 ]     |
| 2019/20 | Калеб Хоумсли     |      | Университет Либерти                                   | Атакующий защитник                          | Четвёртый    | [ 16 ]     |
| 2020/21 | Дариус Макги      |      | Университет Либерти                                   | Атакующий защитник                          | Третий       | [ 17 ]     |
| 2021/22 | Дариус Макги (2)  |      | Университет Либерти                                   | Атакующий защитник                          | Четвёртый    | [ 18 ]     |
| 2022/23 | Дариус Макги (3)  |      | Университет Либерти                                   | Атакующий защитник                          | Пятый        | [ 19 ]     |
| 2023/24 | Айзея Козарт      |      | Университет Восточного Кентукки                       | Центровой                                   | Четвёртый    | [ 20 ]     |
| 2024/25 | Джейкоб Огначевич |      | Университет Липскомба                                 | Тяжёлый форвард                             | Четвёртый    | [ 21 ]     |